# IFK Stockholm
Der IFK Stockholm ist ein Sportverein in der schwedischen Hauptstadt Stockholm, der am 1. Februar 1895 als Idrottsförening Kameraterna (IFK) gegründet wurde.
Im Verein gibt es Sektionen im Fußball, Eishockey, Schwimmen und Bowling. Zu den bekanntesten Mitgliedern zählen die Fußballtorwarte Eddie Gustafsson und Magnus Hedman sowie der Schauspieler Matti Berenett.
Die heute aufgelöste Mannschaft in der Sektion Bandy spielte sieben Spielzeiten in der höchsten schwedischen Liga. Bei der nationalen Fußballmeisterschaft von 1905 konnte IFK Stockholm den zweiten Platz belegen.
Die Eishockeyabteilung nahm in den 1920er bis 1950er Jahren mehrfach an der höchsten nationalen Spielklasse sowie der anfangs in Pokalform ausgespielten schwedischen Meisterschaft teil.

## Weblink
- Offizielle Webpräsenz